# Rifugio Carducci
Das Rifugio Carducci (deutsch auch Carduccihütte) ist eine alpine Schutzhütte des CAI in den italienischen Dolomiten (Provinz Belluno) auf einer Höhe von 2297 m. Sie liegt im hintersten Abschnitt des Val Giralba eingekesselt zwischen den 3000ern Zwölferkofel und Hochbrunner Schneid. Die in der Regel von Mitte Juni bis Anfang Oktober bewirtschaftete Hütte verfügt über 54 Schlafplätze und einen Winterraum mit vier Betten.   

## Geschichte
Die Schutzhütte wurde 1908 von der Sektion Cadorina des CAI an der Stelle einer alten Hirtenhütte errichtet. Sie wurde zu Ehren des Dichters Giosuè Carducci benannt, der sich mehrmals im Cadore aufgehalten und die Schönheit der Gegend in einem Gedicht festgehalten hatte. Die nahe an der ehemaligen Grenze zu Österreich-Ungarn errichtete Hütte lag im Ersten Weltkrieg außerhalb der Sichtweite der österreichisch-ungarischen Artillerie, wurde aber während des Krieges trotzdem beschädigt. Sie stellte für die italienischen Truppen einen wichtigen Stützpunkt dar, für die oberhalb des Rifugio an der Forcella Giralba verlaufende Frontlinie. In den 1950er Jahren wurde das Gebäude renoviert und 1962 erweitert. Weitere Umbauten und Vergrößerungen erfolgten 1978 und 2002. Im Winter 2010 wurde das Rifugio durch einen Lawinenabgang teilweise schwer beschädigt.

## Zugänge
- Von Giralba, 950 m (Ortsteil von Auronzo) ⊙ auf dem Weg 103
- Durch das Fischleintal ⊙ an der Zsigmondyhütte vorbei und über die Forcella Giralba in ca. 4 Stunden

## Nachbarhütten und Übergänge
Die Hütte liegt am Dolomiten-Höhenweg Nr. 5, der auch Tizian-Höhenweg genannt wird. Diesem dient sie als (in Sexten startend) erste Unterkunft.
- Zur Zsigmondyhütte, 2224 m ⊙ über die Giralba-Scharte
- Zur Bertihütte, 1950 m ⊙ über die Klettersteige Aldo Roghal und Gabriella